# Оброміно
Оброміно (пол. Obromino) — село в Польщі, у гміні Пижиці Пижицького повіту Західнопоморського воєводства.
Населення — 153 особи (2011).
У 1975-1998 роках село належало до Щецинського воєводства.

## Демографія
Демографічна структура станом на 31 березня 2011 року:
|          | Загалом | Допрацездатний вік | Працездатний вік | Постпрацездатний вік |
| -------- | ------- | ------------------ | ---------------- | -------------------- |
| Чоловіки | 73      | 7                  | 59               | 7                    |
| Жінки    | 80      | 15                 | 44               | 21                   |
| Разом    | 153     | 22                 | 103              | 28                   |